# گرامینفون
گرامینفون (بنگالی: গ্রামীণফোন) شرکت مخابرات بنگلادشی است، که در سال ۱۹۹۷ توسط اقبال قدیر و محمد یونس تأسیس شد.